# Riki Wilchins
Riki Anne Wilchins (nascida em 1952) é ativista estadunidense cujo trabalho se concentrou no impacto das normas de gênero.

## Trajetória
Wilchins fundou o primeiro grupo nacional de defesa transgênero (GenderPAC). A sua análise e trabalho alargaram-se ao longo do tempo para incluir a discriminação e a violência, independentemente da identidade dos indivíduos. Embora esta perspectiva tenha sido amplamente aceite, a sua amplitude provocou críticas por parte de alguns membros da comunidade transgénero. O trabalho e os escritos de Wilchins centraram-se frequentemente nos jovens, que não só consideram vulneráveis às pressões e danos do sistema de género, mas que consideram capazes de "olhar com novos olhos". O trabalho de Wilchins tem sido fundamental para trazer os direitos dos transgêneros para o movimento LGBT dominante e ajudou a conscientizar um público mais amplo sobre o impacto das normas de gênero, e eles são creditados por cunhar o termo "gênero-queer".
Em 1996, estrelou o filme Transexual Menace, de Rosa von Praunheim. O ativismo inicial de Wilchins com os "Hermafroditas com atitude!" o grupo de protesto e líder intersexo Cheryl Chase levou à fundação do Dia da Conscientização Intersexo. Em 2001, o trabalho de Wilchins resultou na seleção deles como um dos seis ativistas comunitários nomeados pela revista Time entre seus "100 Inovadores Cívicos para o Século 21". Em 2009, Wilchins estreou The MANGina Monologues (A One Trans Show) no DC's Busboys & Poets, um dos primeiros shows de standup transgêneros. Membro fundador do Camp Trans, desde meados da década de 1990 Wilchins tem sido altamente ativo na fundação de uma série de organizações e eventos focados em questões de gênero, incluindo:
- The Transexual Menace, o primeiro grande grupo de ação direta pelos direitos dos transgêneros, que foi modelado nos moldes da Queer Nation e que a certa altura contava com representantes em mais de 40 cidades (cofundadora Denise Norris).
- Uma manifestação de 1996 realizada com membros da Sociedade Intersexo da América do Norte, agora marcada como o Dia da Conscientização Intersexo.
- Projeto de Identidade de Gênero do Centro Comunitário Gay de Nova York (cofundadora Dra. Barbara Warren, Diretora de Serviços Sociais).
- Conferência de Empoderamento da Saúde para Transgêneros do Centro Comunitário Gay de Nova York, um evento anual (cofundadora Dra. Barbara Warren, Dir. de Serviços Sociais).
- Camp Trans, um evento educacional anual fora do Michigan Womyn's Music Festival que contestou a exclusão de qualquer pessoa que não fosse considerada uma " mulher nascida mulher " (co-fundadoras Janice Walworth, Nancy Jean Burkholder).
- Coalizão Nacional pela Liberdade Sexual (cofundadora Susan Wright, sua primeira Exec. Dir.)
- Dia Nacional do Lobby de Gênero, um evento anual no Capitólio (cofundadora Phyllis Frye).

## GêneroPAC
Em 1995, Wilchins fundou a Coalizão de Defesa Pública de Gênero, GenderPAC, uma organização isenta de impostos focada em questões de direitos de gênero. O GenderPAC centrou-se originalmente na comunidade transgénero, mas gradualmente alargou o seu foco para incluir qualquer pessoa que tenha sofrido discriminação ou violência devido à sua identidade de género ou expressão de género. GenderPAC descreveu sua missão como a criação de "salas de aula, comunidades e locais de trabalho [que] sejam seguros para que todos aprendam, cresçam e tenham sucesso - se eles atendem ou não às expectativas de masculinidade e feminilidade." No final de 1999, a organização foi constituída e recebeu status de isenção fiscal. Em 2009, foi rebatizada e relançada como uma nova organização, TrueChild, encerrando efetivamente as operações como GenderPAC.
Enquanto Diretor Executivo do GenderPAC, Wilchins ajudou dezenas de empresas tão diversas como IBM, JP Morgan Chase e Citigroup, bem como grandes financiadores como as Fundações Arcus e Gill a expandir políticas de não discriminação no emprego para incluir identidade de gênero e expressão de gênero. O Compromisso de Não Discriminação do Congresso do GenderPAC acabou tendo quase 200 patrocinadores, incluindo republicanos e senadores dos EUA. Eles ajudaram a compilar e publicar o Índice GENIUS (Índice Nacional de Igualdade de Gênero para Universidades e Escolas), que avaliou e classificou a adoção de proteções de identidade de gênero pelas escolas. Durante a sua gestão, o GenderPAC também lançou a Rede GenderYOUTH, que eventualmente apoiou grupos de estudantes em mais de 100 escolas na criação de ambientes mais seguros e amigáveis para aqueles que não se conformavam com o género nos seus próprios campi.